# Antônio de Souza
Antônio de Souza CSS (* 21. Oktober 1929 in Bom Jesus dos Perdões, Brasilien) ist ein römisch-katholischer Geistlicher und Altbischof von Assis.

## Leben
Antônio de Souza trat der Ordensgemeinschaft der Stigmatiner bei und empfing am 1. Juli 1956 die Priesterweihe.
Papst Paul VI. ernannte ihn am 9. Februar 1974 zum Koadjutorbischof von Assis und Titularbischof von Egnatia. Der Apostolische Nuntius in Brasilien, Erzbischof Carmine Rocco, spendete ihm am 16. April desselben Jahres die Bischofsweihe; Mitkonsekratoren waren Hélio Paschoal CSS, Bischof von Livramento de Nossa Senhora, und José Lázaro Neves CM, Bischof von Assis.
Mit der Emeritierung José Lázaro Neves’ CM folgte er ihm am 20. Juli 1977 als Bischof von Assis nach. Am 27. Oktober 2004 nahm Papst Johannes Paul II. seinen altersbedingten Rücktritt an.